# Косовскопоморавски управни округ
Косовскопоморавски управни округ је управни округ у административном систему Републике Србије, на подручју Аутономне Покрајине Косова и Метохије. Званично седиште округа налази се у граду Гњилану, али окружна управа је почевши од 1999. године измештена и потом се налазила у оближњем Шилову.
Косовскопоморавски управни округ обухвата општине: 
1. Општина Витина - седиште Витина
2. Општина Гњилане - седиште Гњилане
3. Општина Косовска Каменица - седиште Косовска Каменица
4. Општина Ново Брдо - седиште Бостане

## Историја
Након ослобођења од османске власти (1912) и укључивања у састав Краљевине Србије, на ширем подручју Косовског Поморавља формиран је Гњилански срез, који је био у саставу тадашњег Косовског округа са седиштем у Приштини. Такво стање задржано је и за време Краљевине СХС, све до 1922 године, када је Гњилански срез ушао у састав новостворене Врањске области. Наредна административна промена извршена је 1929. године, када је целокупан Гњилански срез ушао у састав новостворене Вардарске бановине, а такво стање је задржано све до 1941. године.
Данашњи Косовскопоморавски округ установљен је уредбом Владе Републике Србије од 29. јануара 1992. године, која је прописивала делокруг и начин вођења свих оних послова државне управе које министарства обављају изван својих седишта, у окрузима као подручним огранцима државне власти. Према тој уредби, Косовскопоморавски округ је обухватао четири општине: Витина, Гњилане, Косовска Каменица, Ново Брдо. Према уредби Владе Републике Србије од 23. фебруара 2006. године, окрузи мењају назив у управни окрузи.
На подручјима која су ушла у састав Косовскопоморавског округа живело је укупно 217.726 становника. Током новије историје, првобитни етнички састав становништва на том простору знатно се променио, тако да након исељавања и протеривања Срба велику већину становништва на подручју Косовскопоморавског округа данас чине Албанци.